# Dietrich Joachim Theodor Cunze
Dietrich Joachim Theodor Cunze (* 28. März 1760 in Schöningen; † 1. Oktober 1822 in Blankenburg) war ein deutscher evangelischer Geistlicher, Pädagoge und Philologe.

## Leben
Dietrich Joachim Theodor Cunze studierte seit dem 1. September 1779 an der Universität Helmstedt und unterrichtete am dortigen Pädagogium unter dem Direktor Friedrich August Wiedeburg.
Dietrich Joachim Theodor Cunze wurde 1788 Rektor des Anna-Sophianeums in Schöningen und war gleichzeitig seit 1804 dort auch Pastor; er ging 1808, nachdem das Gymnasium durch König Jérôme Bonaparte aufgehoben wurde, als Pastor nach Pabstorf. 1815 wurde er Superintendent in der Bergkirche St. Bartholomäus in Blankenburg.

## Schriften (Auswahl)
- Friedrich August Wiedeburg; Dietrich Joachim Theodor Cunze: Lectionum variantium ex Heroidibus Ovidii e codice Helmstadiensi excerptarum specimen. Helmstadii, 1783.
- Animadversionum criticarum in locos quosdam Q. Curtii Rufi specimen. Helmstadii Kühchlin 1788.
- Quintus Curtius Rufus; Dietrich Joachim Theodor Cunze; Johann Freinsheim: De rebus gestis Alexandri Magni. Helmstadii: Fleckeisen, 1795.
- Quintus Curtius Rufus; Johann Freinsheim; Dietrich Joachim Theodor Cunze: Q. Curtii Rufi de rebus gestis Alexandri M. libri superstites. E recensione et cum supplementiis Jo. Freinshemii. Varietate lectionis atque perpetua adnotatione illustravit Dit. Joach. Theod. Cunze. Helmstadii 1802.